# Metastelma giuliettianum
Metastelma giuliettianum är en oleanderväxtart som beskrevs av J. Fontella Pereira. Metastelma giuliettianum ingår i släktet Metastelma och familjen oleanderväxter. Inga underarter finns listade i Catalogue of Life.